# Xavier Caicedo Ferrer
Xavier Caicedo Ferrer (Cali, 3 de diciembre de 1944) es un matemático, profesor universitario, ingeniero de sistemas e investigador colombiano.

## Biografía
Nació en Cali, Colombia, el 3 de diciembre de 1944. Realizó sus estudios universitarios en Matemáticas, en la Universidad de los Andes, donde se graduó en 1969. Un año después se graduó como Ingeniero de Sistemas en la misma universidad. Complementó sus estudios con una maestría en Matemáticas en la Universidad de Ottawa en 1972. Y en 1978 recibió un doctorado en la Universidad de Maryland.
Una vez finalizado su doctorado, en 1978 inició su labor como profesor de matemáticas en la Universidad de los Andes, donde fue director de departamento entre 1981 y 1984, y recibió el reconocimiento como profesor emérito desde 2005. Ha dictado cursos también, como profesor de cátedra, en el departamento de matemáticas de la Universidad Nacional de Colombia. Además ha ejercido la docencia en diversas universidades de América y Europa como profesor invitado en instituciones como la Universidad de La Plata (Argentina), Universidad de Helsinki (Finlandia), Universidad Estadual de Campinas (Brasil), el Instituto de Investigación Matemática de Oberwolfach (Alemania) y el Centre de Recerca Matemàtica (España).
Sus investigaciones en el campo de la ciencia y las matemáticas se centran en la lógica matemática, álgebra abstracta, topología, teoría de modelos, lógica modal y, en general, en los fundamentos de las matemáticas. Caicedo Ferrer ha realizado contribuciones específicas para la obtención de teoremas lógicos, teniendo como base estructuras matemáticas de tipo algebraicas, orden y topológicas.
Sus contribuciones en el campo de las matemáticas han sido publicados en revistas nacionales e internacionales, además ha ejercido como árbitro científico en varias publicacionales nacionales y extranjeras y jurado de tesis doctorales y trabajos de investigación para universidades colombianas y extranjeras. Sus aportes le han valido para ser condecorado con el premio a la Obra Integral de un Científico por parte de la Academia Colombiana de Ciencias Exactas, Físicas y Naturales. Según el acta del jurado:

Uno de los aportes que más se le reconocen es que ha formado una significativa escuela de lógica matemática en Colombia. Ha formado varias generaciones de estudiantes y algunos de ellos son hoy sobresalientes profesores e investigadores. Puede decirse que esta tarea de formación, ligada estrechamente a la investigación, ha abierto el campo de la lógica matemática en Colombia.

Fue ganador del Premio de la Sociedad Colombiana de Matemáticas en 2005, y esta afirma que «su profundo interés por la lógica matemática, que permite utilizar modelos para obtener teoremas lógicos, lo llevó a convertirse en uno de los pioneros del empleo de estructuras topológicas en el mundo».
Es miembro de la Academia de Ciencias de América Latina y de la Academia Colombiana de Ciencias Exactas, Físicas y Naturales. Ha compartido el estudio y las investigaciones de las matemáticas en diversidad de instituciones extranjeras como la American Mathematical Society, Association for Symbolic Logic y La Academia Mundial de Ciencias de la cual es miembro desde 2004, entre otras.